# Mendoza (genre)
Pour les articles homonymes, voir Mendoza.
Genre
Mendoza est un genre d'araignées aranéomorphes de la famille des Salticidae.

## Distribution
Les espèces de ce genre se rencontrent en zone paléarctique.

## Liste des espèces
Selon World Spider Catalog (version 19.5, 30/11/2018) :
- Mendoza canestrinii (Ninni, 1868)
- Mendoza dersuuzalai (Logunov & Wesołowska, 1992)
- Mendoza elongata (Karsch, 1879)
- Mendoza ibarakiensis (Bohdanowicz & Prószyński, 1987)
- Mendoza nobilis (Grube, 1861)
- Mendoza pulchra (Prószyński, 1981)
- Mendoza ryukyuensis Baba, 2007
- Mendoza suguroi Baba, 2013
- Mendoza zebra (Logunov & Wesołowska, 1992)

## Publication originale
- Peckham & Peckham, 1894 : Spiders of the Marptusa group. Occasional Papers of the Natural History Society of Wisconsin, vol. 2, no 2, p. 85-156 (texte intégral).